# 粉叶栒子
粉叶栒子（学名：Cotoneaster glaucophyllus）是蔷薇科栒子属的植物，为中国的特有植物。分布于中国大陆的贵州、四川、云南、广西等地，生长于海拔1,200米至2,800米的地区，常生于山坡开旷地杂木林中。另有多花变形（f. serotinus）。粉叶栒子已在澳大利亚和美国加利福尼亚州成为入侵植物。

## 变种
- 粉叶栒子毛萼变种（C. g. var. vestitus），分布于云南西部。
- 粉叶栒子小叶变种（C. g. var. meiophyllus），分布于云南西部。